# Kabacan
Kabacan (en ilocano: Kabakan) es un municipio filipino de primera categoría, situado al sur de la isla de Mindanao. Forma parte de  la provincia de Cotabato del Norte situada en la región administrativa de Mindanao Central. Para las elecciones está encuadrado en el Tercer Distrito Electoral de esta provincia.

## Geografía
Los barrios de Simbuhay y de  Tamped son accesibles navegando por el Río Grande de Mindanao.

### Barrios
El municipio  de Kabacan se divide, a los efectos administrativos, en 24 barangayes o barrios, conforme a la siguiente relación:
| - Aringay - Bangilán - Bannawag, antes Banawa - Buluán - Cuyapón - Dagupán | - Katidtuán - Kayaga - Kilagasán - Magatos - Malamote - Malanduague | - Nanga-án - Osías - Paatán Alto - Paatán Bajo - Pedtad - Pisán | - Población - Salapungán - Sanggadong - Simbuhay - Simone - Tamped |  |

## Historia
Bajo el dominio de Datu Mantawil, en la década de 1930 llegaron colonos procedentes de Luzón y Visayas.
Kabacan fue un barrio del distrito municipal de  Pikit hasta el 18 de agosto de 1947 cuando se independiza formando este nuevo municipio.